# Ataliba Leonel
Ataliba Leonel Ferreira (Itapetininga, 15 de maio de 1875 — Piraju, 29 de outubro de 1934) foi um advogado, fazendeiro e político brasileiro. 

## Biografia
Ataliba Leonel nasceu na cidade de Itapetininga em 15 de maio de 1875, filho do major Mariano Leonel Ferreira e Francisca Rolim Leonel Ferreira. Seus irmãos eram Higino Leonel Ferreira e Marianno Leonel Ferreira Jr.
Realizou os primeiros estudos no Seminário Episcopal e no Colégio Ateneu Paulista. Bacharelou-se em ciências jurídicas e sociais pela Faculdade de Direito de São Paulo.
Em 8 de maio de 1897, aos 22 anos, casou-se com a sua prima Francisca Leonel de Barros. O casal teve os filhos: José Leonel, casado com Judith Villa do Conde; Jayme Leonel, casado com Sonia Scarpa; Maria do Carmo Leonel, casada com Geraldo Vergueiro; Jarbas Leonel, casado com a viúva Therezinha Oliva; e Adelaide, falecida prematuramente em janeiro de 1902.
Em 1898 foi vereador e presidente da Câmara Municipal de Piraju, onde também possuía fazenda. Também foi o fundador do diretório político do Partido Republicano Paulista (PRP) nessa cidade. Em 1901 foi reeleito vereador da mesma cidade.
Em 1904 foi eleito deputado estadual em São Paulo, e reeleito para as legislaturas subseqüentes. Ao longo dessas legislaturas presidiu os trabalhos da Comissão de Obras Públicas e Viação da Assembleia.
No anos 1920 liderou uma corrente política do PRP em Palmital que, durante a realização de um pleito municipal, entrou em choque com a corrente, também perrepista, dirigida por Olavo Egídio de Sousa Aranha. A luta resultou na chacina de 11 oposicionistas na cidade, sendo os criminosos chefiados na ocasião pelo coronel Cândido Dias Melo. Em 1923 realizou-se na cidade de São Paulo uma sessão do Júri Federal para proceder ao julgamento do crime, resultando na absolvição de seus responsáveis.
Em 1925 foi eleito senador estadual. Naquele ano assumiu a Presidência da Legião Paulista, uma milícia civil subordinada a Força Pública Paulista e criada no ano anterior para auxiliar na defesa e na segurança pública do Estado. Foi patrono de um batalhão, associado a Legião Paulista, que integrou a "Coluna Sul" na perseguição e combate aos tenentes rebeldes da Coluna Miguel Costa/Luiz Carlos Prestes. A Coluna Sul era comandada pelo coronel Franco Ferreira, e composta, entre outros, pelos seguintes batalhões patrióticos: Batalhão Fernando Prestes, Batalhão Washington Luiz, Batalhão de Caçadores do Oeste e Batalhão Ataliba Leonel. Essas tropas eram aquartelada em Quitauna, na cidade de Osasco, onde recebiam adestramento militar. Porém, no final de 1925 esses batalhões foram dissolvidos pela desnecessidade de seus serviços diante da estabilização da segurança pública no Estado.
Em 1926, por meio de um decreto do Presidente da República Artur Bernardes, recebeu o título honorífico de "general" pelos relevantes serviços prestados contra os levantes militares tenenistas ocorridos entre 1922 e 1924. Antes já havia recebido título honorífico de "coronel" pela mesma razão.
Ainda em 1926 foi eleito deputado federal por São Paulo, sendo reeleito nas eleições de 1930, mas exerceu esse mandato até outubro daquele ano em decorrência do golpe de estado no país perpetrado pelos rebeldes, na Revolução de 1930, que depôs o Presidente da República Washington Luís. Com isso, assumiu a Presidência do Brasil, na qualidade de ditador de governo provisório, Getúlio Vargas, que cassou a Constituição de 1891, depôs governadores e prefeitos, fechou as casas legislativa de todo o país, dissolveu tribunais de justiça e ainda aposentou compulsoriamente juízes da Suprema Corte. O governo provisório prometia novas eleições para Assembleia Constituinte e a consequente promulgação de nova Constituição no país, porém, sem um prazo claramente firmado. Além disso, o governo provisório e seus fiadores davam sinais ambíguos ou contraditórios, o que propiciava sérias dúvidas a respeito da volta da democracia ao país e das promessas anunciadas pelo chefe de governo. Essas incertezas, somadas ainda a diversos conflitos ocorridos ao longo de 1931, proporcionou o surgimento do movimento constitucionalista em 1932, que uniu diversas correntes políticas em torno da defesa da reconstitucionalização do país.
No dia 16 de fevereiro de 1932 Ataliba Leonel assinou o manifesto de lançamento da Frente Única Paulista (FUP), no qual os dois principais e rivais partidos desse estado, o PRP e o Partido Democrático (PD), os quais, apesar de serem oposicionistas, passaram a proclamar publicamente a sua união na luta pela reconstitucionalização do país e pela restituição da autonomia estadual, perdida após a Revolução de 1930. Cedendo à pressão das forças constitucionalistas, o ditador fez publicar em 14 de maio de 1932 o decreto que criava uma comissão encarregada de elaborar o anteprojeto de Constituição e marcava eleições para o dia 3 de maio do ano seguinte. Porém, continuaram os desentendimentos e desconfianças com o governo provisório. Em maio desse mesmo ano Ataliba Leonel participou como representante do PRP, juntamente com Antônio de Pádua Sales e Altino Arantes, de uma reunião promovida por Pedro de Toledo, então interventor federal em São Paulo, para discutir a composição política no governo estadual.
Após sucessivos conflitos, manifestações e desentendimentos entre políticos paulistas e o governo provisório, na noite de 9 de julho daquele ano foi enfim deflagrada em São Paulo a Revolução Constitucionalista, que resultou num levante armado com engajamento de tropas da 2ª Região Militar, Força Pública Estadual, além de milícias armadas compostas por civis, que nas primeiras horas do início do levante tomaram as principais guarnições militares, prédios governamentais, estações ferroviárias, sede dos correios e telégrafos, estações de rádio, aeródromos, portos, estradas, entre outras posições estratégias.
Ainda nos primeiros dias da Revolução de 1932, o coronel Júlio Marcondes Salgado, comandante geral da Força Pública do Estado de São Paulo determinou a criação e organização da Brigada do Sul, incumbindo o comando-geral ao general Ataliba Leonel. A sua criação foi efetivada somente no final daquele mês, por despacho do general Bertholdo Klinger, Comandante Supremo do Exército Constitucionalista naquele conflito. A brigada inicialmente foi composta por quatro batalhões, chamados de Batalhões de Caçadores Voluntários (B.C.V), totalizando cerca de 1.500 homens. O Quartel General e Estado-Maior da Brigada do Sul ficaram instalados no 7º andar do Edifício Martinelli, na capital paulista, de onde eram distribuídas as ordens e as instruções para todos os batalhões que combatiam nas mais diferentes linhas de frente. Os seguintes batalhões e comandos compunham a Brigada do Sul: O 1º B.C.V. aquartelado em Itapetininga, sob o comando civil do tenente-coronel Joaquim Ferreira Lobo Nenê Sobrinho e sob o comando militar do major Augusto Pereira Junior; 2º B.C.V. aquartelado em Botucatu tinha o comando civil por Leônidas do Amaral Vieira e com comando militar do major Manoel Marques; o 3º B.C.V. de Itu com o comando civil do tenente-coronel Silvio de Almeida Sampaio e sob o comando militar do major José Garrido; o 4º B.C.V. aquartelado em Bauru, sob o comando civil do tenente-coronel Eduardo Vergueiro de Lorena e sob o comando militar do major José Dias. Ao longo do conflito foram ainda criados mais dois batalhões: o 5º B.C.V também aquartelado em Botucatu e sob comando civil do tenente-coronel Luiz Rodolpho Miranda e sob comando militar do coronel da Força Pública Manoel Esteves Gamoeda; e o 6º B.C.V. sob comando do capitão da Força Pública Paulista Antero Alves Pacheco, que foi destacado para os combates no oeste do Mato Grosso. A Brigada do Sul atuou principalmente no chamado Setor Sul do conflito, compreendida na região do Rio Paranapanema. O conflito se estendeu até 2 de outubro daquele ano, quando foram encerrados dos combates após a rendição das tropas constitucionalistas perante as tropas governistas.
Alguns dias antes de seguir para a prisão e, depois, ao exílio político em Portugal, o general Ataliba Leonel se despediu comovido e ainda prestou homenagem aos homens da Brigada do Sul, em comunicado público, por ocasião da sua desmobilização:
Como consequência da desmobilização das tropas constitucionalistas, estão desmobilizadas as da Brigadas do Sul, sob meu comando.
E' pois, a oportunidade de assinalar que estas, durante o desenvolvimento das operações militares, nunca vacilaram nas suas magnificas atitudes de heroismo, dedicação e bravura. A nenhuma de suas unidades faltou o constante e caloroso elogio dos comandos superiores. Nas refregas em que se empenharam, numerosos de seus combatentes, cujos nomes hão de passar á posteridade, cairam feridos ou tombaram mortos, imolados ao ideal comum da Patria.
Nunca serão bastantes as consagrações de nosso respeito e de nossa admiração a esses jovens heróis, que verteram seu sangue generoso sobre o sólo paulista, na defesa da bandeira da Constituição, do Direito e da Lei.
Nem serão suficientemente expressivos os sinceros agradecimentos que devo aos meus leais comandados, á oficialidade do Estado Maior, aos comandantes de batalhões e respectivos oficiais, graduados e voluntários, pela colaboração eficiente e preciosa, que prestaram aos nossos  exércitos glorificados nos campos de batalha.
Despeço-me de todos com profunda emoção e inesquecivel lembrança deste período empolgante da vida de nossa terra. E nutro a mais absoluta confiança de que, voltando de novo aos seus lares e ás suas atividades civis, todos saberão portar-se com a serenidade espartana e com a consciência tranquila de uma geração desde já imortalizada na história, que não mediu sacrifício algum pela grandeza de S. Paulo e do Brasil.
S. Paulo, 4 de outubro de 1932. — (a.) Ataliba Leonel, general comandante da Brigada do Sul.
Com a derrota das tropas paulistas e fim da Revolução, seus líderes e mentores foram presos e enviados para o exílio político em Portugal, entre eles estava Ataliba Leonel. Em Portugal, ele residindo em São João do Estoril, junto a outros brasileiros exilados pela mesma causa. Ficou em Portugal até Abril de 1933, quando recebeu um ofício do embaixador o Brasil, comunicando a autorização de seu regresso imediato ao Brasil. Em maio de 1934 foi enfim anistiado.
Além dos cargos políticos, também advogou e administrou propriedades de produção cafeeira da família no município de Piraju.
Faleceu na sua casa, na cidade de Piraju, no dia 29 de outubro de 1934, aos 59 anos de idade.
Ataliba é bisavô dos cantores e compositores Nando Reis e Vange Leonel. e do empresário de eventos José Victor Oliva.